# Xanthomelanodes dorsalis
Xanthomelanodes dorsalis är en tvåvingeart som först beskrevs av Wulp 1892.  Xanthomelanodes dorsalis ingår i släktet Xanthomelanodes och familjen parasitflugor. Inga underarter finns listade i Catalogue of Life.